# Latrun (schip, 1871)
De Latrun (Hebreeuws: לטרון) was een in 1871 gebouwd stoomschip. In 1946 deed het onder de vlag van Panama dienst in de Aliyah Bet, de illegale immigratie van Joden naar het Mandaatgebied Palestina. Het schip was vernoemd naar het detentiekamp in Latrun waar in juni 1946 zionistische leiders werden gevangengezet na de Operatie Agatha.

## Geschiedenis
Het schip werd in Zweden opgekocht en in de haven van Marseille voorbereid door de Mossad Le'Aliyah Bet. De Royal Navy ontdekten de voorbereidingen en trachtte de Franse autoriteiten zonder succes over te halen om het schip in de haven vast te houden. Op 19 oktober 1946 vertrok het vanuit de Franse havenplaats La Ciotat met 1279 Joodse emigranten aan boord.

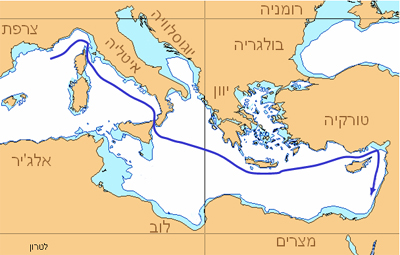
Reis van de Latrun

Onderweg ondervond het schip veel problemen. Al bij het verlaten van de Franse haven strandde het op een zandbank. De snelheid van het schip bleek maar de helft te bedragen van wat men verwacht had. Tijdens het verminderen van de brandstof en drinkwater begon het schip bovendien gevaarlijk slagzij te liggen. Dit kon enigszins worden opgelost door de passagiers zoveel mogelijk aan de stuurboordzijde op het dek te laten verblijven. Tijdens twee stormen maakte het schip veel water, waardoor er urenlang moest worden gehoosd. Vier emigranten stierven onderweg.
Op 29 oktober ontdekte een Brits verkenningsvliegtuig de Latrun. Het werd op 31 oktober in de kustwateren van Haifa opgewacht door vier torpedobootjagers. Britse soldaten klommen de volgende dag aan boord van het schip, maar stuitten op veel weerstand. Met waterkanonnen, traangas en knuppels werd het schip uiteindelijk veroverd en in de haven gesleept. Vrijwel alle emigranten en Haganaleden werden gedetineerd naar een interneringskamp in Cyprus, met uitzondering van de Haganalid Shalom Schwartz, die zich in een speciaal voor dat doel gebouwde bergplaats aan boord schuil had gehouden.  